# Las ratas (película de 1955)
Las ratas (en alemán, Die Ratten) es una película dramática alemana de 1955 dirigida por Robert Siodmak. Era una adaptación de la obra homónima de Gerhart Hauptmann de 1911, pero cuya trama fue llevada a la década de los 50, justo después de la Segunda Guerra Mundial. El film consiguió el Oso de oro en el Festival de Berlín de 1955.

## Argumento
Berlín a principios de la década de los 50, la joven polaca Pauline Karka llega a la ciudad para ir a Alemania Occidental. Está embarazada y no tiene un hogar permanente. Cuando Pauline conoce a la dueña de la lavandería, Anna John, Pauline tiene esperanzas. Anna John no tiene hijos y hace un arreglo con Pauline. Ella cuidará de la niña hasta que nazca y tomará al niño como propio. El niño nace y Pauline regresa con la Sra. John para despedirse del niño antes de irse a Alemania Occidental. Sin embargo, Anna John le niega a devolverle al niño. En su angustia, Pauline quiere secuestrar al niño, pero sin darse cuenta se lleva al niño enfermo de la vecina, la Sra. Knobbe. La Sra. John contrata a su hermano Bruno para encontrar y matar a Pauline. Durante el intento de asesinato, Pauline mata a Bruno con una piedra. Después de la muerte de su hermano, la Sra. John se entrega a la policía y admite su culpabilidad.

## Reparto
- Maria Schell – Pauline Karka
- Curd Jürgens – Bruno Mechelke
- Heidemarie Hatheyer – Anna John
- Gustav Knuth – Karl John
- Ilse Steppat – Frau Knobbe
- Fritz Rémond – Harro Hassenreuter
- Barbara Rost – Selma Knobbe
- Hans Bergmann
- Walter Bluhm
- Carl de Vogt
- Erich Dunskus
- Karl Hellmer
- Manfred Meurer
- Edith Schollwer
- Lou Seitz
- Hans Stiebner